# ثيوديبيرت الأول

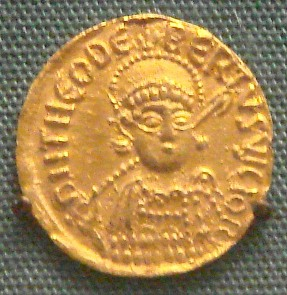
عملة ثيوديبيرت الأول،عام 534–548.

كان ثيوديبيرت الأول (بالفرنسية:Thibert or Théodebert) ملك الميروفنجيين من عام 533 إلى عام548 . كان ابن تيودوريكو الأول والأب لثيوديبالد.

## تاريخ
خلال فترة حكم أباه، أظهر ثيوديبيرت الشاب بأنه محارب قوي.في عام 516 تقريبا هزم الجيش الدانمركي بعد أن أغار على شمالي الغال.تحسنت سمعته بعد عدة حملات عسكرية ناجحة في سبتمانيا ضد القوط الغربيون.